# Міхеєв Микола Олександрович
Микола Олександрович Міхеєв (рос. Николай Александрович Михеев; нар. 18 квітня 1911, Москва, Російська імперія — пом. 20 грудня 1995, Воронеж, Росія) — радянський футболіст, нападник. Учасник чотирьох перших чемпіонатів СРСР з футболу.

## Життєпис
Міхєєв розпочав займатися футболом на стадіоні підприємства Трьохгірська мануфактура. З 1928 по 1932 грав за дорослу команду. У 1933 проходив службу рядовим у військах НКВС, граючи за воронезьке «Динамо». Був капітаном збірної Воронежа, яка в 1934 році стала чемпіоном РРФСР, у 1935 році першим чемпіоном Воронезької області. Після армії грав в Москві за клуби «Казанка» та «Локомотив».
Навесні 1936 року в складі «Локомотива» брав участь у першому чемпіонаті СРСР з футболу. 22 травня в матчі першого туру проти ленінградського «Динамо» завдав першого удару, з якого розпочався цей матч та весь чемпіонат. Взяв участь у всіх 6 матчах першості. Восени 1936 в другому чемпіонаті СРСР вийшов на поле в перших чотирьох зустрічах. У першості 1937 року зіграв 7 матчів та відзначився 1 голом. У 1941 році зіграв два матчі в чемпіонаті СРСР у складі «Стахановця» (Сталіно).
У жовтні 1941 року на околицю Куйбишева евакуювали авіаційний завод імені К. Є. Ворошилова. Працював на ньому Микола Міхєєв і кілька інших футболістів (Іван Рожков, Борис Герасимов, Михайло Ходнев, Сергій Румянцев, Дмитро Синяков, Олексій Колесников, Володимир Теляк) навесні 1942 року утворили кістяк нової команди «Крила Рад». Микола Міхеєв, ставши першим капітаном «Крил», виграв весняний чемпіонат і кубок міста. З 1946 по 1952 тренував і одночасно сам виступав за «Крила Рад» з Рибінська. По завершенні кар'єри повернувся до Воронежа.

## Досягнення
- Кубок СРСР
  -  Володар (1): 1936